# Club Estrella Azul
El Club Estrella Azul, conocido como Estrella Azul, es un club de fútbol peruano del distrito de Ventanilla, Provincia Constitucional del Callao. Fue fundado en 1974 y participa en la Copa Perú. Su mejor participación en ese torneo fue en la edición 2021 donde terminó en octavo lugar.

## Historia
El Club Social Deportivo Estrella Azul fue fundado el 4 de mayo de 1974 en la calle 2 de la Urbanización Ciudad Satélite, distrito de Ventanilla. Entre los fundadores estuvieron Edgardo Andrade, Carlos Temoche, Pablo Temoche, Orlando Andrade, Miguel Saldaña, entre otros.
En 1981 logró su primer título distrital de Ventanilla y clasificó por primera vez a la Etapa Departamental donde finalizó en segundo lugar de su grupo detrás de Deportivo Cantolao.
Como subcampeón departamental del Callao, participó de la Etapa Regional de la Copa Perú 1991 donde clasificó a la liguilla final de la Región IV contra Grumete Medina (Callao), Alejandro Villanueva (Chincha Alta) y Sport Puerto Aéreo (Ica), siendo este último equipo el que obtuvo el ascenso a la Segunda División de 1992.
Clasificó a la Etapa Departamental del Callao en 2015 como campeón distrital de Ventanilla. Tras ganar su grupo en primera fase fue eliminado en la segunda fase por Academia Cantolao que lo derrotó por 6-1.
En 2018 clasificó a la Etapa Departamental pero fue eliminado en semifinales luego de perder 1-0 con AEB, también de Ventanilla, que se quedó con uno de los dos cupos a la Etapa Nacional de ese año.
En la Copa Perú 2019, tras eliminar a Zurgol, clasificó como campeón departamental a la Etapa Nacional junto al subcampeón Juventud Palmeiras. En la primera fase de la Etapa Nacional sólo obtuvo un empate 1-1 ante Octavio Espinosa de Ica en la primera fecha y quedó eliminado tras quedar en el puesto 47 de la tabla general con un punto.
Inició su participación en la Copa Perú 2021 en primera fase donde superó a Atlético Chalaco, al que eliminó por un marcador global de 2-0. En la fase siguiente eliminó a Real Sociedad de Chugay y en tercera fase superaron a Los Caimanes, ambas llaves por definición por penales, por lo que clasificaron a la liguilla final. Allí sólo obtuvo un empate 1-1 ante Maristas Huacho en la primera fecha y terminó la liguilla en octavo lugar con un punto.
En la Copa Perú 2022 inició su participación en la Etapa Departamental donde ganó el grupo C y pasó a semifinales donde logró la clasificación a la Etapa Nacional tras vencer 2-0 a Dan Las Lomas. Quedó como subcampeón departamental luego de perder la final con Luis Escobar. Fue eliminado en la primera fase de la Etapa Nacional al terminar en el puesto 49 de la tabla general con 1 punto y fue sancionado con el descenso a la Segunda Distrital de Ventanilla tras no presentarse en la última fecha.

## Uniforme
- Uniforme titular: Camiseta azul, pantalón azul, medias negras.
- Uniforme alternativo: Camiseta amarilla, pantalón azul, medias azules.

## Estadio
El club juega de local en el Estadio Municipal Facundo Ramirez Aguilar de propiedad de la Municipalidad Distrital de Ventanilla. Tiene una capacidad de 3 000 espectadores.

## Entrenadores
- * Willy Laya Cabrera (2021)

## Palmarés

### Torneos regionales
- Liga Departamental del Callao (1): 2019.
- Liga Distrital de Ventanilla (6): 1981, 1982, 1984, 1990, 2013, 2015.
- Segunda División de Ventanilla (2): 1979, 2011.
- Subcampeón de la Liga Departamental del Callao (3): 1984, 1990, 2022.
- Subcampeón de la Liga Distrital de Ventanilla (8): 1985, 1988, 1997, 2002, 2005, 2012, 2014, 2019.